# Puebla del Maestre
Puebla del Maestre település Spanyolországban, Badajoz tartományban. Puebla del Maestre Monesterio, Montemolín, Trasierra, Fuente del Arco, Reina és Casas de Reina községekkel határos. Lakosainak száma 658 fő (2024).

## Népesség
A település népessége az utóbbi években az alábbiak szerint változott:
| Lakosok száma | 919  | 833  | 817  | 777  | 780  | 767  | 731  | 685  | 665  | 658  |
|               | 2001 | 2004 | 2006 | 2009 | 2011 | 2014 | 2016 | 2019 | 2021 | 2024 |